# Gijang-gun
Gijang-gun (Hangul: 기장군, Hanja: 機張郡) is een bestuurlijke eenheid (gun) in de Zuid-Koreaanse stad Busan. Gijang-gun heeft een oppervlakte van 217,9 vierkante kilometer en telde in 2006 ongeveer 242.600 inwoners.
Het gebied bestaat uit de volgende delen:

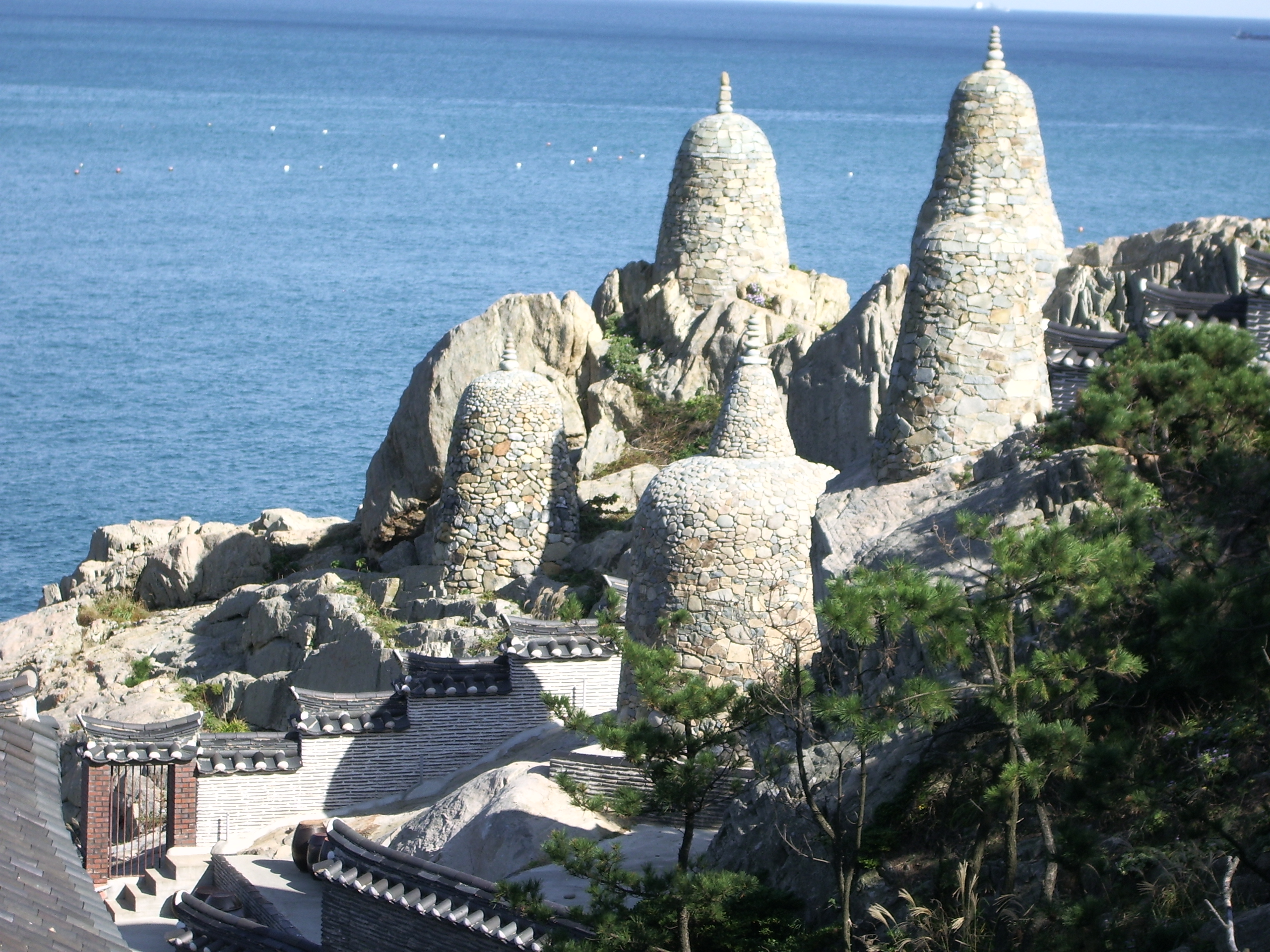
De tempel van Haedong Yonggungsa, in Gijang-eup

- eup (grotere steden):
  - Gijang-eup
  - Jangan-eup
- myeon (dorpen):
  - Cheolma-myeon
  - Ilgwang-myeon
  - Jeonggwan-myeon

Buk-gu · 
Busanjin-gu · 
Dong-gu · 
Dongnae-gu · 
Gangseo-gu · 
Geumjeong-gu · 
Gijang-gun · 
Haeundae-gu · 
Jung-gu · 
Nam-gu ·
Saha-gu · 
Sasang-gu · 
Seo-gu · 
Suyeong-gu · 
Yeongdo-gu · 
Yeonje-gu